# Gabriel LaBelle
Gabriel LaBelle (Vancouver, 20 settembre 2002) è un attore canadese.

## Biografia
Gabriel LaBelle è nato il 20 settembre 2002 a Vancouver. Ebreo, è il figlio del produttore cinematografico e attore Rob LaBelle. Ha iniziato ad appassionarsi alla recitazione all'età di 8 anni, interpretando ruoli in produzioni musicali tra cui Footloose, Shrek The Musical e Aladdin. Ha fatto il suo debutto nel 2013 in un episodio della serie TV canadese Motive. Nel 2015, è apparso in un episodio di IZombie. Nel 2017, ha recitato nel film horror indie Dead Shack, il quale è stato presentato al Vancouver International Film Festival e al Fantasia International Film Festival. Successivamente, si è iscritto all'Università Concordia di Montréal.
Nel 2018, ha interpretato EJ nel film The Predator di Shane Black. Nel 2022 ha interpretato il ruolo del protagonista, Sammy Fabelman, nel film di Steven Spielberg The Fabelmans. Il film è stato presentato in anteprima al Toronto International Film Festival, il 10 settembre 2022. Per il suo ruolo ha ricevuto una candidatura ai Satellite Award, come miglior attore in un film drammatico. Nel 2022 si è unito al cast della serie televisiva di Showtime American Gigolo, adattamento dell'omonimo film del 1980. Nel gennaio 2024 è stato scelto per interpretare Lorne Michaels nel film Saturday Night di Jason Reitman.

## Filmografia

### Cinema
- Max 2: Un eroe alla Casa Bianca (Max 2: White House Hero), regia di Brian Levant (2017)
- Dead Shack, regia di Peter Ricq (2017)
- The Predator, regia di Shane Black (2018)
- The Fabelmans, regia di Steven Spielberg (2022) – Sammy Fabelman
- Snack Shack, regia di Adam Rehmeier (2024)
- Saturday Night, regia di Jason Reitman (2024)

### Televisione
- Motive – serie TV, episodio 1x06 (2013)
- IZombie – serie TV, episodio 2x05 (2015)
- Al nuovo gusto di ciliegia (Brand New Cherry Flavor) – miniserie TV, episodio 1x05 (2021)
- American Gigolo – serie TV, 8 episodi (2022)

## Riconoscimenti
- Golden Globe
  - 2025 - Candidatura al miglior attore in un film commedia o musicale per Saturday Night
- Critics' Choice Awards
  - 2023 – Miglior giovane interprete per The Fabelmans[18]
- National Board of Review
  - 2022 – Miglior performance rivelazione maschile per The Fabelmans[19]
- Satellite Award
  - 2022 – Candidatura al miglior attore in un film drammatico per The Fabelmans[20]
- Screen Actors Guild Award
  - 2023 – Candidatura al miglior cast cinematografico per The Fabelmans[21]